# 国府町北岩延
国府町北岩延（こくふちょうきたいわのぶ）は、徳島県徳島市の町名。国府地区に属している。郵便番号は〒779-3119。
- 人口：224人（2010年11月。徳島市の調査より）
- 世帯数：77世帯（同上）

## 地理
徳島市の北部に位置。北は不動西町、東は国府町南岩延、南は国府町和田、西は国府町井戸と境を接する。鮎喰川左岸・飯尾川右岸に立地する平地農村。標高3.0〜5.0m。
主に水稲作、ホウレンソウ・キャベツを中心とする蔬菜園芸、花卉栽培、養鶏を行い、農業が盛ん。

### 河川
- 鮎喰川
- 逆瀬川

### 小字
- 池尻
- 石畑
- 壱里塚

- 稲ノ川
- 祖母池
- 上川田

- 北門
- 桑添
- 五反地

- 三反地
- 下川田
- 立石

- 中内
- 中屋敷
- 西屋敷

- 東屋敷
- 南屋敷

## 歴史
1967年（昭和42年）に名東郡国府町が徳島市に編入し、現在の町名となった。古代名方郡条理地割がよく残り、五反地・三反地などの小字名がある。若宮神社がある。

## 施設
- 若宮神社

## 交通

### 道路
都道府県道
- 徳島県道29号徳島環状線
- 徳島県道30号徳島鴨島線